# الرحمة العادلة (فلم)
الرحمة العادلة (بالإنجليزية: Just Mercy) فيلم درامي قانوني أمريكي تم إصداره عام 2019 من إخراج ديستين دانيال كريتون، وبطولة مايكل جوردان، وجيمي فوكس.
تم عرض فيلم لأول مرة عالميًا في مهرجان تورونتو السينمائي الدولي في 6 سبتمبر 2019. تلقى مراجعات إيجابية من النقاد، وتلقى جيمي فوكس ترشيحًا للأداء المتميز في جوائز نقابة ممثلي الشاشة السادسة والعشرين.

## قصة
في عام 1989، يسافر بريان ستيفنسون إلى ولاية ألاباما على أمل المساعدة في القتال من أجل الفقراء الذين لا يستطيعون تحمل التمثيل القانوني المناسب. بالتعاون مع إيفا أنسلي، أسس مبادرة العدالة المتساوية، ثم سافر إلى السجن لمقابلة السجناء المحكوم عليهم بالإعدام. يلتقي «جوني د.» رجل أمريكي من أصل أفريقي أدين بقتل روندا موريسون عام 1986 وهي امرأة بيضاء. يراجع ستيفنسون الأدلة في القضية ويكتشف أنها تتوقف كليًا على شهادة الجاني المدان رالف مايرز، الذي قدم شهادة متناقضة للغاية مقابل عقوبة أخف في محاكمته المعلقة.

## روابط خارجية
مقالات تستعمل روابط فنية بلا صلة مع ويكي بيانات